# 1166 Sakuntala
1166 Sakuntala là một tiểu hành tinh vành đai chính bay quanh Mặt Trời. Nó được phát hiện bởi Praskovjya Georgievna Parkhomenko ngày 27 tháng 6 năm 1930. Tên ban đầu của nó là 1930 MA.